# 国費外国人留学生制度
国費外国人留学生制度（こくひがいこくじんりゅうがくせいせいど）は、日本と世界各国相互の教育水準を向上させるとともに、相互理解、国際協力の推進に貢献することを目的に、1954年に創設された。

## 概要
日本での学費・生活費・渡日旅費・帰国旅費を奨学金と捉え、日本政府が国費留学生に対して給与として支給している。
文部科学省が所管し、留学生の募集・選考については在外公館が協力している。
これまでに当制度を利用して約160ヶ国・地域の留学生が日本で学んだ。令和２年（2020年）５月１日現在の国費留学生数は8761人で、留学生全体（279,597人）の約3.1％である。

## 国費留学生の種類
国費外国人留学生プログラムには、以下の7種類がある。
- 研究留学生
- 教員研修留学生
- 学部留学生
- 日本語・日本文化研修留学生
- 高等専門学校留学生
- 専修学校留学生
- ヤング・リーダーズ・プログラム (YLP) 留学生。全国で一律月額242000円（平成28年度）の国費外国人留学生給与が支給される[4]。